# La mer regarde
Pour plus de détails, voir Fiche technique et Distribution.
La mer regarde (海は見ていた, Umi wa miteita) est un film japonais de Kei Kumai sorti en 2002.

## Synopsis
Japon, fin de la période Edo. Ihara Fusanosuke, un jeune samouraï trouve refuge dans un bordel d'un quartier de prostitution à Edo après avoir mortellement tiré son sabre lors d'une soirée arrosée. Oshin, une jeune prostituée, le fait passer pour un de ses clients lorsque les autorités à la poursuite du jeune homme fouillent les lieux. Attiré par elle, Ihara se met à lui rendre visite régulièrement dans les mois qui suivent. Oshin tombe amoureuse et pour lui, décide de se purifier le corps. Elle est aidée en cela par Kikuno, une prostituée plus âgée, d'Okichi et d'Osone qui se partagent ses clients. Mais un jour Ihara vient leur annoncer la fin de son bannissement de la maison de son père et son mariage.
Après la désillusion, la vie reprend son cours dans la maison close. Oshin tombe à nouveau amoureuse de Ryōsuke, un jeune homme rebelle, devenu orphelin à l'âge de cinq ans et que la vie n'a pas épargné. Kikuno a repris la direction de l'établissement depuis que la patronne, tombée malade, est en cure. Ses deux principaux clients sont Zenbei, un veuf affable d'une soixantaine d'années qui souhaite qu'elle s'installe chez lui et un yakuza aux manières brutales qui veut qu'elle travaille pour lui.
Lorsqu'un ouragan se déchaine, c'est la panique dans le quartier de prostitution. Les pluies sont diluviennes et le vent emporte tout. Le fleuve Sumida est en crue et la marée est montante, les eaux envahissent les rues. Piégées, Kikuno et Oshin doivent se réfugier sur le toit de la maison. Ryōsuke vient à leur secours dans une barque qui prend l'eau et seule Oshin peut monter dedans et être sauvée. Kikuno se sacrifie, confie ses économies à Oshin et reste seule sur un toit entourée par les eaux, sous le ciel constellé.

## Fiche technique
- Titre : La mer regarde
- Titre original : 海は見ていた (Umi wa miteita?)
- Réalisation : Kei Kumai
- Scénario : Akira Kurosawa et Kei Kumai, d'après deux nouvelles de Shūgorō Yamamoto
- Photographie : Kazuo Okuhara
- Montage : Osamu Inoue
- Producteur : Naoto Sarukawa
- Direction artistique : Takeo Kimura
- Costumes : Kazuko Kurosawa
- Musique : Teizō Matsumura
- Pays d'origine :  Japon
- Langue originale : japonais
- Genre : drame
- Format : couleur - 1,85 : 1 - Format 35 mm - Dolby Digital
- Durée : 119 minutes[1] (métrage : 7 bobines - 3 256 m[1])
- Date de sortie :
  - Japon : 27 juillet 2002[1]

## Distribution
- Misa Shimizu : Kikuno
- Nagiko Tōno (ja) : Oshin
- Masatoshi Nagase : Ryōsuke
- Hidetaka Yoshioka : Ihara Fusanosuke
- Miho Tsumiki : Okichi
- Michiko Kawai : Osono
- Yumiko Nogawa : Omine
- Tenshi Kamogawa : Umekichi
- Renji Ishibashi : Zenbei
- Eiji Okuda : yakusa, client de Kikuno
- Yukiya Kitamura : Gonta, un client
- Kumiko Tsuchiya : une prostituée

## Autour du film
La mer regarde est le dernier scénario écrit par Akira Kurosawa à partir de The Smell of an Unknown Flower et Before the Dew Dries, deux nouvelles de Shūgorō Yamamoto. Akira Kurosawa a laissé des notes de production et un story-board sur lesquels s'est appuyé Kei Kumai pour réaliser le film.

## Distinction
Sauf indication contraire, les informations mentionnées dans cette section peuvent être confirmées par la base de données cinématographiques IMDb,  présente dans la section « Liens externes ».
- La mer regarde est sélectionné en compétition pour la Coquille d'or au festival international du film de Saint-Sébastien en 2002